# 汪璿
汪璿（1445年—？），字舜璣，直隸徽州府黟縣人，民籍，明朝政治人物。

## 生平
成化十六年（1480年）庚子科應天府鄉試第四十八名舉人。成化二十三年（1487年）中式丁未科會試第一百八十四名，二甲第六十四名進士。

## 家族
曾祖汪葵；祖父汪漼，知縣；父汪志善，母舒氏；繼母舒氏。慈侍下。